# Anbausystem in Niederländisch-Indien
Das Anbausystem (niederländisch: cultuurstelsel) war ein System der Zwangsarbeit für den Anbau von Nutzpflanzen in Niederländisch-Indien (heute Indonesien). Es war die Politik der niederländischen Regierung von 1830 bis 1870 in ihrer Kolonie und diente der Erhöhung von Profiten und Exporteinnahmen. Indonesische Historiker bezeichnen diese Periode als tanam paksa („erzwungene Anpflanzung“).

## Hintergrund
Im späten 18. Jahrhundert führte das Geschäftsmodell der alten Niederländischen Ostindien-Kompanie, das auf Monopolen und Marktbeherrschung beruhte, zum Ruin des Unternehmens. Bis 1805 erwirtschaftete der niederländische Teil Javas nur 2,5 Millionen Javanische Rupien. Unter der Regierung von Herman Willem Daendels von 1808 bis 1811 stiegen diese Einnahmen auf 3,5 Millionen, kurz vor der englischen Eroberung. Während der britischen Besetzung Javas stiegen die Einnahmen für Java und seine Nebengebiete auf 7,5 Millionen Rupien im Jahr 1815. Weitere 2 Millionen steuerten die Eingeborenen bei. Der größte Teil dieser Einnahmen wurde durch eine Landsteuer aufgebracht. Das System der Landsteuer scheiterte jedoch bald, da die Pächter auf Dauer nicht in der Lage waren, die geforderten Beträge zu zahlen.
Ab den späten 1820er Jahren geriet die ostindische Regierung dann zunehmend unter finanziellen Druck. Dies begann mit der niederländischen Beteiligung an den Padri-Kriegen (1821 bis 1837), gefolgt von dem kostspieligen Javakrieg (1825 bis 1830). Die belgische Revolution von 1830 brachte die Finanzen der Niederlande selbst in Bedrängnis. Die Kosten für die Aufrechterhaltung der Kriegsbereitschaft der niederländischen Armee bis 1839 führten zu einer Finanzkrise, die beinahe den Staatsbankrott zur Folge hatte. 
1830 wurde ein neuer Generalgouverneur, Johannes van den Bosch, ernannt, um die Ausbeutung der Ressourcen von Niederländisch-Ostindien zu verstärken. Das Anbausystem wurde nur auf Land angewendet, das direkt von der Kolonialregierung kontrolliert wurde, mit Ausnahme der Vorstenlanden (Fürstenstaaten) und der particuliere landerijen (private Domänen).

## Umsetzung

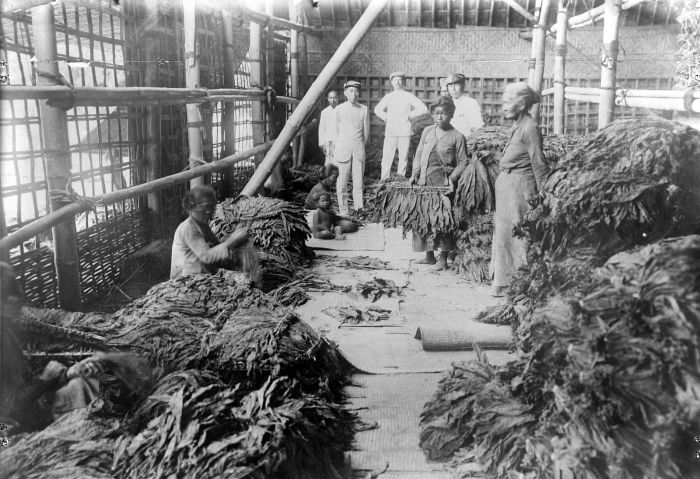
Sortieren von Tabakblättern in Java während der Kolonialzeit ca. 1939.

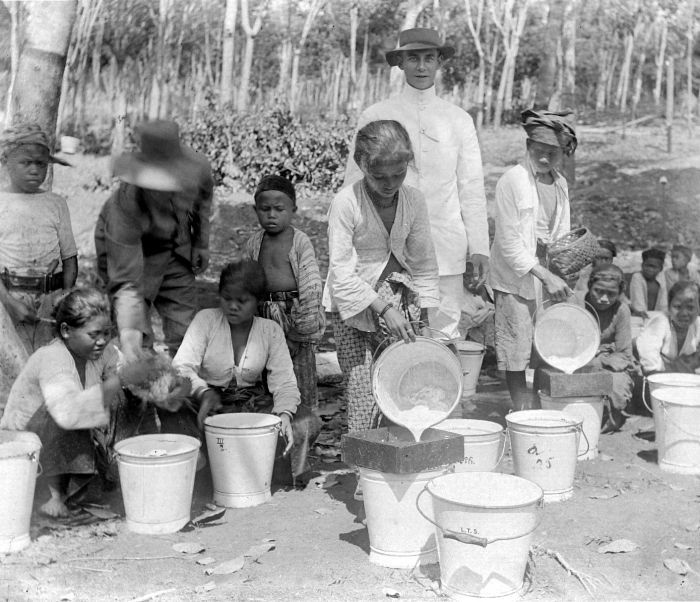
Sammeln von Naturkautschuk auf einer Plantage in Java. Der Kautschukbaum wurde von den Holländern aus Südamerika eingeführt.

Das Anbausystem wurde vor allem auf Java, dem Zentrum des Kolonialstaates, umgesetzt. Anstelle von Grundsteuern mussten 20 % des dörflichen Bodens für den niederländischen Export verwendet werden; alternativ mussten die Bauern 66 Tage im Jahr auf staatlichen Plantagen Zwangsarbeit leisten. Um diese Politik durchzusetzen, wurden die javanischen Dorfbewohner an ihre Dörfer gebunden und benötigten manchmal eine Erlaubnis, um sich frei auf der Insel bewegen zu können. Diese Politik verwandelte einen Großteil Javas in eine niederländische Plantage. Tatsächlich wurde die theoretische Maximalgrenze von 20 % des Landes für den Anbau von Exportkulturen deutlich überschritten und es wurden in der Praxis immer größere Flächen beansprucht, bis die einheimische Bevölkerung nur noch wenig Platz für den Anbau von Nahrungsmitteln hatte, was zu Hungersnöten führte. Auch die Zwangsarbeitszeit von 66 Tagen wurde manchmal überschritten. 

Für die Handhabung und Verarbeitung der Cash Crops richteten die Niederländer ein Netz lokaler Zwischenhändler ein, die stark profitierten und daher ein ureigenes Interesse an dem System hatten: die Kompradoren, ähnlich dem cottier-System in Irland. Finanziert wurde das Netz durch den Verkauf von Anleihen an die Niederländer und durch neue Kupfermünzen im Verhältnis 2:1 zu den alten, wobei sie durch die Abwertung auf Kosten der lokalen Wirtschaft massive Seigniorage erhielten.
General Van-der Bosch ersann gleichzeitig mit der Einführung des Anbausystems einen genialen Mechanismus zur Erhöhung des staatlichen Gewinns. In Holland wurde eine enorme Menge an Kupfermünzen hergestellt, deren tatsächlicher Wert etwas weniger als die Hälfte des Nennwerts betrug. Dieses Münzgeld wurde zum gesetzlichen Zahlungsmittel, und der Landwirt wurde für seine Erzeugnisse in dieser Kupfermünze bezahlt. So bemerkt Mr. Money in seinem Werk Java; or, How to Manage a Colony: „Die Anleihen, die in Holland aufgenommen wurden, um das System in Gang zu bringen, hatten in Java eine doppelte Wirkung“ (Henry Scott Boys, 1892)

## Auswirkungen
Diese Politik brachte den Niederländern enormen Reichtum durch ein hohes Exportwachstum und trug zeitweise zu einem Drittel des niederländischen Staatshaushalts bei. Sie rettete die Niederlande, die an dem Rand des Bankrotts gestanden hatte, und machte Niederländisch-Ostindien wirtschaftlich autark und profitabel. Bereits 1831 ermöglichte diese Politik einen ausgeglichenen Haushalt für Niederländisch-Ostindien, wobei die überschüssigen Einnahmen zur Begleichung der Schulden der alten Ostindien-Kompanie verwendet wurden. Die Wirkung auf die einheimische Bevölkerung war dagegen verheerend. Das Anbausystem wird mit Hungersnöten und Epidemien in den 1840er Jahren in Verbindung gebracht, zunächst in Cirebon und dann in Zentraljava, da statt Reis Nutzpflanzen wie Indigo und Zuckerrohr angebaut werden mussten.

## Widerstände und Ende
Unter liberal gesinnten Personen in den Niederlanden sorgte die brutale Ausbeutung der Einheimischen für Kritik. So kritisierte der Schriftsteller Eduard Douwes Dekker das System 1860 in dem Buch Max Havelaar. Politischer Druck in den Niederlanden und ökonomische Probleme des Systems führten schließlich zu seiner Abschaffung. Gesetzliche Meilensteine auf diesem Weg waren das Suikerwet (welche das vorherige staatliche System privatisierte und liberalisierte) und das Agrarische Wet, die beide 1870 eingeführt wurden. Dies war der Beginn der sogenannten liberalen Periode in der niederländischen Kolonialperiode, in der auf die Interessen der Allgemeinbevölkerung eine größere Rücksicht genommen wurde.